# Château de Camzon (Locqueltas)
Le château de Camzon est situé à Locqueltas en France.

## Localisation
Le manoir est situé sur le territoire de la commune de Locqueltas, au lieu-dit Camzon, dans le département du Morbihan en région Bretagne.

## Description
Le château date des XVIIe et XIXe siècles, édifice construit en granite et tuffeau, un étage carré, élévation ordonnancée. Toiture à longs pans recouverte d'ardoises, croupe.

## Historique
Les communs (ancien logement) portent la date 1647. Le château est construit vers 1870, à la place d'un ancien château, en ruines depuis 1760 environ. La chapelle est disparue depuis 1864. Blason non identifié sur une pierre provenant de l'ancien château déposée dans le jardin. 
Le château est inscrit à l'inventaire général du patrimoine culturel.